# Steve Round
Steve Round (* 9. November 1970 in Burton upon Trent) ist ein ehemaliger englischer Fußballspieler. Nach seinem Karriereende schlug er eine Trainerlaufbahn ein, in der er insbesondere als erster Trainerassistent von Steve McClaren – unter anderem bei der englischen Nationalmannschaft – und David Moyes in Erscheinung trat. Er ist seit Ende 2019 Trainerassistent beim FC Arsenal.

## Sportlicher Werdegang
Round rückte 1991 bei Derby County nach dem Abstieg in die zweitklassige Second Division in den Profikader auf. Unter Trainer Arthur Cox kam er nicht über den Status eines Ergänzungsspielers hinaus und bestritt nur eine Handvoll Ligaspiele, ehe er verletzungsbedingt seine Karriere frühzeitig beenden musste. Anschließend wechselte er in den Trainerstab des Klubs, wo er an der Seite des damaligen Trainerassistenten Steve McClaren unter Cheftrainer Jim Smith arbeitete. Als McClaren 2001 seinen ersten Cheftrainerposten beim FC Middlesbrough antrat, lotste er Round als Trainerassistenten zum Klub in den Nordosten Englands. Mit dem Gewinn des League Cups 2004 gelang der erste Titelgewinn der Vereinsgeschichte, verbunden ist der erstmaligen Qualifikation für einen europäischen Vereinswettbewerb. Anschließend reüssierte der Verein in der vorderen Tabellenhälfte und die Mannschaft erreichte im UEFA-Pokal 2005/06 sogar das Endspiel, in dem sie im Mai 2006 dem FC Sevilla allerdings mit einer 0:4-Niederlage deutlich unterlag.
Anschließend übernahm McClaren das Traineramt bei der englischen Nationalmannschaft, bei der er parallel zu seiner Vereinstrainertätigkeit bereits seit 2000 als Assistent Auswahltrainer Sven-Göran Eriksson zugearbeitet hatte. Er holte Round als seinen Assistenten zum Verband, der weiterhin gleichzeitig für McClarens Nachfolger Gareth Southgate als Assistent beim FC Middlesbrough tätig war. Im Dezember 2006 trennte sich der Klub jedoch von ihm. Ab Sommer 2007 war er Assistent von Sam Allardyce bei Newcastle United. Nach der verpassten Qualifikation für die Fußball-Europameisterschaft 2008 wurde er gemeinsam mit McClaren im November 2007 von seinen Aufgaben bei der Nationalmannschaft entbunden.
Im Juli 2008 schloss sich Round dem Trainerteam von David Moyes beim FC Everton an, nachdem der dortige bisherige erste Trainerassistent Alan Irvine im Laufe der Saison als Cheftrainer zu Preston North End gewechselt war. Die Mannschaft, in der bekannte Spieler wie Tim Howard, Tim Cahill, Phil Neville, Steven Pienaar, Tony Hibbert, Mikel Arteta, Marouane Fellaini und Phil Jagielka aufliefen, platzierte sich in den folgenden Jahren regelmäßig in der oberen Tabellenhälfte, wobei häufiger die Teilnahme am Europapokal nur knapp verpasst wurde. 2013 folgte Round Moyes zu Manchester United, wo dieser Nachfolger von Alex Ferguson wurde. Gemeinsam wurden sie im Frühjahr 2014 entlassen, nachdem die Mannschaft nur im mittleren Tabellenbereich stand (und letztlich unter Interimstrainer Ryan Giggs sogar die Qualifikation für den Europapokal verpasste), in der Champions League im Viertelfinale am FC Bayern München gescheitert war und im FA Cup 2013/14 direkt im Auftaktmatch gegen Swansea City ausgeschieden war.
Nach fast einem Jahr ohne Trainertätigkeit kehrte Round im Januar 2015 zu Derby County zurück, wo McClaren den Cheftrainerposten innehatte. Als Tabellenachter verpasste die Mannschaft am Saisonende um einen Punkt die Teilnahme an den Play-offs zum Aufstieg in die Premier League, anschließend wurde das Trainerteam entlassen.
Im September 2016 verpflichtete Aston Villa Round als Technischen Direktor. Kurz zuvor hatte der Chinese Tony Xia den Klub übernommen, den er neu ausrichten und in die Premier League zurückführen wollte. Hierzu wurde zunächst Roberto Di Matteo als Trainer verpflichtet, aber nach einem durchwachsenen Saisonstart im Oktober durch Steve Bruce ersetzt. 2018 erreichte die Mannschaft unter Bruce das Play-off-Endspiel um den Wiederaufstieg in die Erstklassigkeit, scheiterte aber Ende Mai nach einer 0:1-Niederlage am FC Fulham. Anfang Juli verließ daraufhin Round den Klub.
Kurz vor Weihnachten 2019 kehrte Round auf die Trainerbank zurück, als er Trainerassistent des vom FC Arsenal neu verpflichteten Arteta wurde.